# República Ambrosiana
La República Ambrosiana - Aurea Repubblica Ambrosiana (italià) - fou el govern republicà amb el qual es conegué el Ducat de Milà entre 1447 i 1450. Rebé el nom de República Ambrosiana en honor de Ambròs de Milà, bisbe de Milà entre 374 i 397 i patró de la ciutat.

## Orígens
El buit de poder deixat a la mort sense descendència de Felip Maria Visconti, ocorreguda el 13 d'agost de 1447, comportà la relectura del testament de Joan Galeàs Visconti, que disposà que en cas d'absència de descendència masculina en la línia de successió aquesta hauria de recaure en la seva filla Valentina Visconti. Els francesos així, van reclamar el Ducat de Milà per a Carles d'Orleans. Així mateix Alfons d'Aragó. i Lluís de Savoia reclamaren part dels seus drets.

## Proclamació
Amb la confusió successòria un grup de ciutadans milanesos, conduïts per Innocenzo Cotta, Antonio Trivulzio, Teodoro Bossi, Giorgio Lampugnani i Giovanni da Ossona proclamaren el 14 d'agost de 1447 la República Ambrosiana. El poder era ostentat per un grup de 14 capitans i defensors de la llibertat, un grup que aviat fou reduït a 12, i 150 representants escollits d'entre les diferents assemblees populars de la ciutat de Milà.
El 1448 la violència i la delinqüència s'apoderaren de la ciutat, i el nomenament dels germans Piccinini com a Capitans Generals no fou la solució. Els membres del govern s'acusaren mútuament de corrupció i els problemes financers de la República augmentaren. Els successius "Capitans del Poble" convertiren el seu govern cada vegada en un sistema menys democràtic, convertint-se en el cas de Carlo Gonzaga en un autòcrata, nomenant pels càrrecs principals de la ciutat els seus homes de confiança, iniciant així una nova lluita entre Güelfs i gibel·lins.
Lluís I de Savoia, un dels clamants al tron, va envair part de la República la primavera de 1449, obrint-se un nou front de lluita per intentar mantenir la independència. Bartomeu Colleoni aconseguí derrotar el duc savoià a Borgomanero, establint una pau precària, si bé aquesta es veié amenaçada novament pels embats de Francesc I Sforza, un dels altres clamants al tron.

## Fi de la República
L'avanç de Francesc Sforza vers la ciutat de Milà fou rapidíssim i aconseguí infringir-li un setge feroç. Gonzaga oferí a l'Sforza la ciutat de Crema a canvi de conservar Milà, però aquest li oferí la ciutat de Tortona a canvi de Crema, cosa que fou acceptada.
La República de Venècia veié, a partir d'aquell moment, al Sforza com un rival molt poderós i molt més perillós i perjudicial que la feble República, signant un tractat de pau amb aquesta per la qual recuperava tots els territoris conquerits inicialment i concedia tan sols al Sforza mantenir les ciutats de Pavia, Cremona, Piacenza. Francesc Sforza, però, no acceptà les condicions i continuà amb la lluita, aconseguint prèviament la restauració de la pau amb la Dinastia Savoia mitjançant l'intercanvi de castells en les seves fronteres i la subsegüent victòria contra les tropes venecianes de Segimon Malatesta.
L'assetjament a la ciutat de Milà continuà, i Francesc Sforza aconseguí el suport popular a l'aixecar aquest setge i mitjançant el repartiment de menjar entre aquestes clases populars. El 22 de març de 1450 es declarà "Capità del Poble" reividincant els drets de la seva esposa sobre el títol de duc de Milà. Aconseguí garantir-se el suport popular gràcies a la seva indulgència en les represàlies, sent indultats ràpidament els dirigents inicialment empresonats.
Els drets sobre el ducat foren ràpidament impugnats per Carles I d'Orleans, creant-se dos coalicions: per una banda l'Sforza de Milà i els Mèdici de Florència i per una altra Venècia i el Regne de Nàpols. Mitjançant la signatura del Tractat de Lodi el 1454 s'establí que la Dinastia Sforza passava a governar el Ducat de Milà.